# St. Marien (Dorsten)

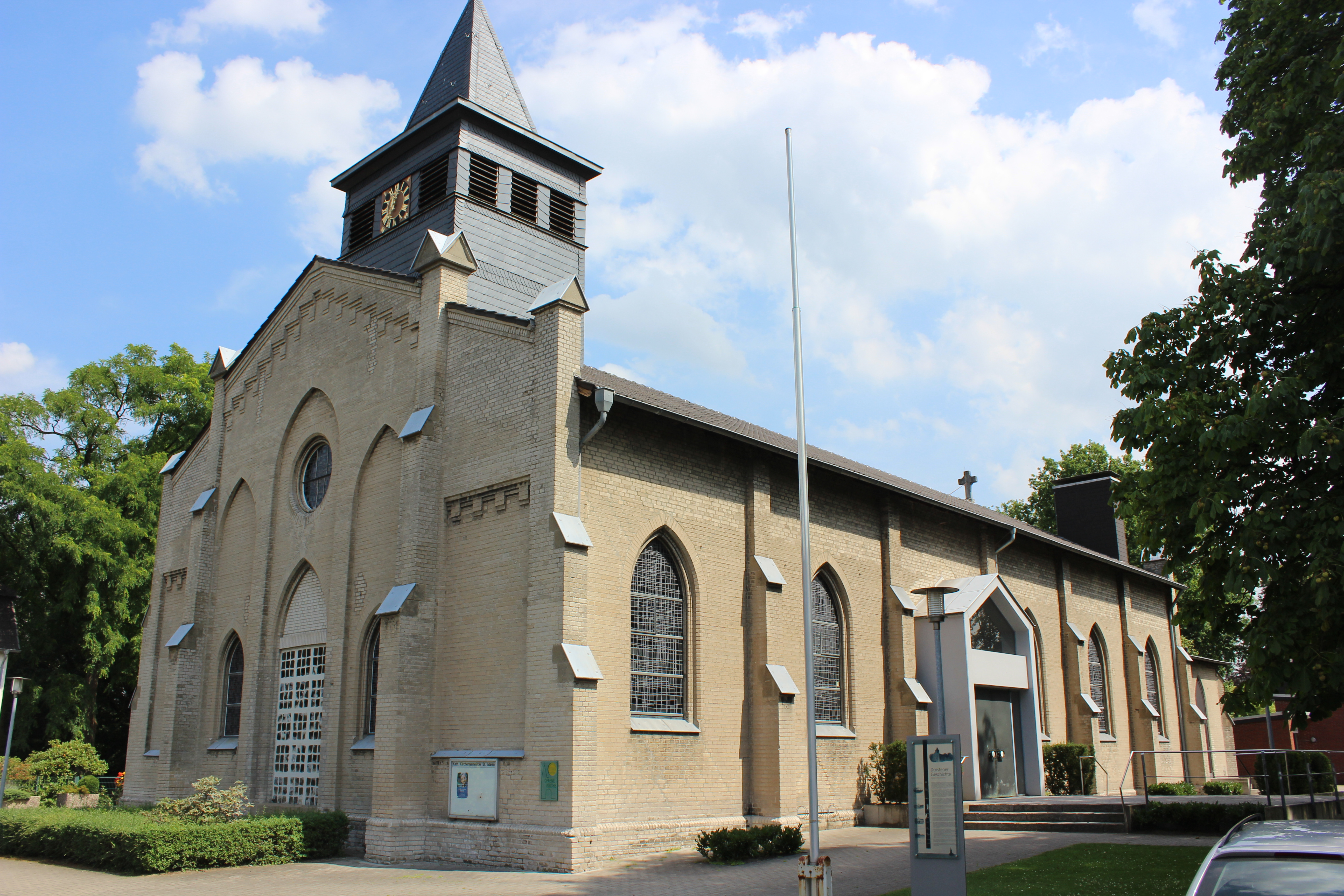
St. Marien von Südwesten

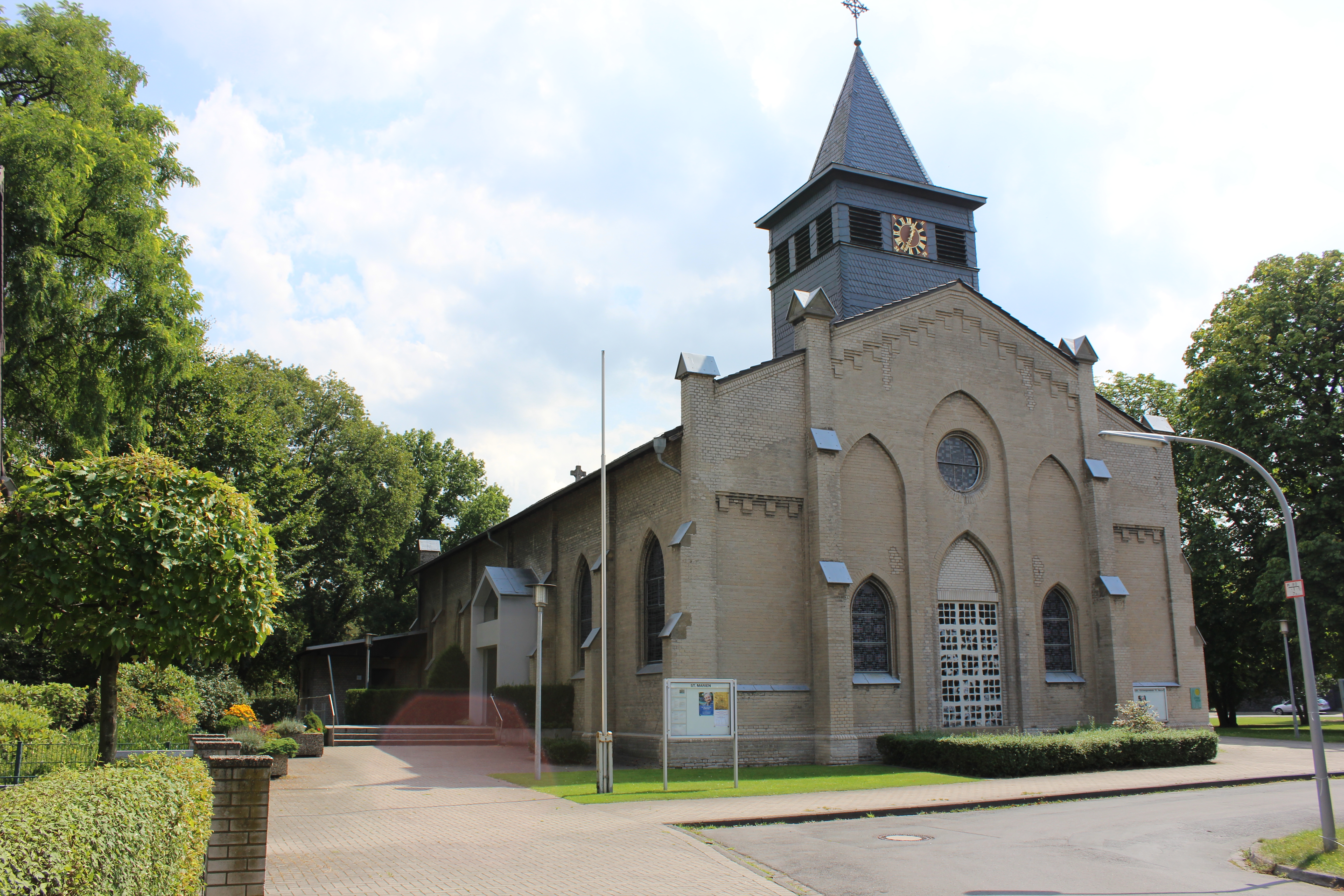
Blick von Nordwesten

Die Kirche St. Marien ist eine katholische Pfarrkirche im Marienviertel des Stadtteils Hervest in der Stadt Dorsten im Kreis Recklinghausen (Nordrhein-Westfalen). Die Saalkirche im Stil der Neugotik hat einen Dachreiter im Westen und Fünfachtelschluss im Osten. Sie wurde im Jahr 1910 geweiht und glich mit ihrem ursprünglichen Obergaden einer Basilika. Durch Kriegseinwirkungen und mehrere Umbauten erhielt sie ihre heute maßgebliche Gestalt. Die Kirchengemeinde gehört zum Dekanat Dorsten im Kreisdekanat Recklinghausen und damit zum Bistum Münster.

## Geschichte

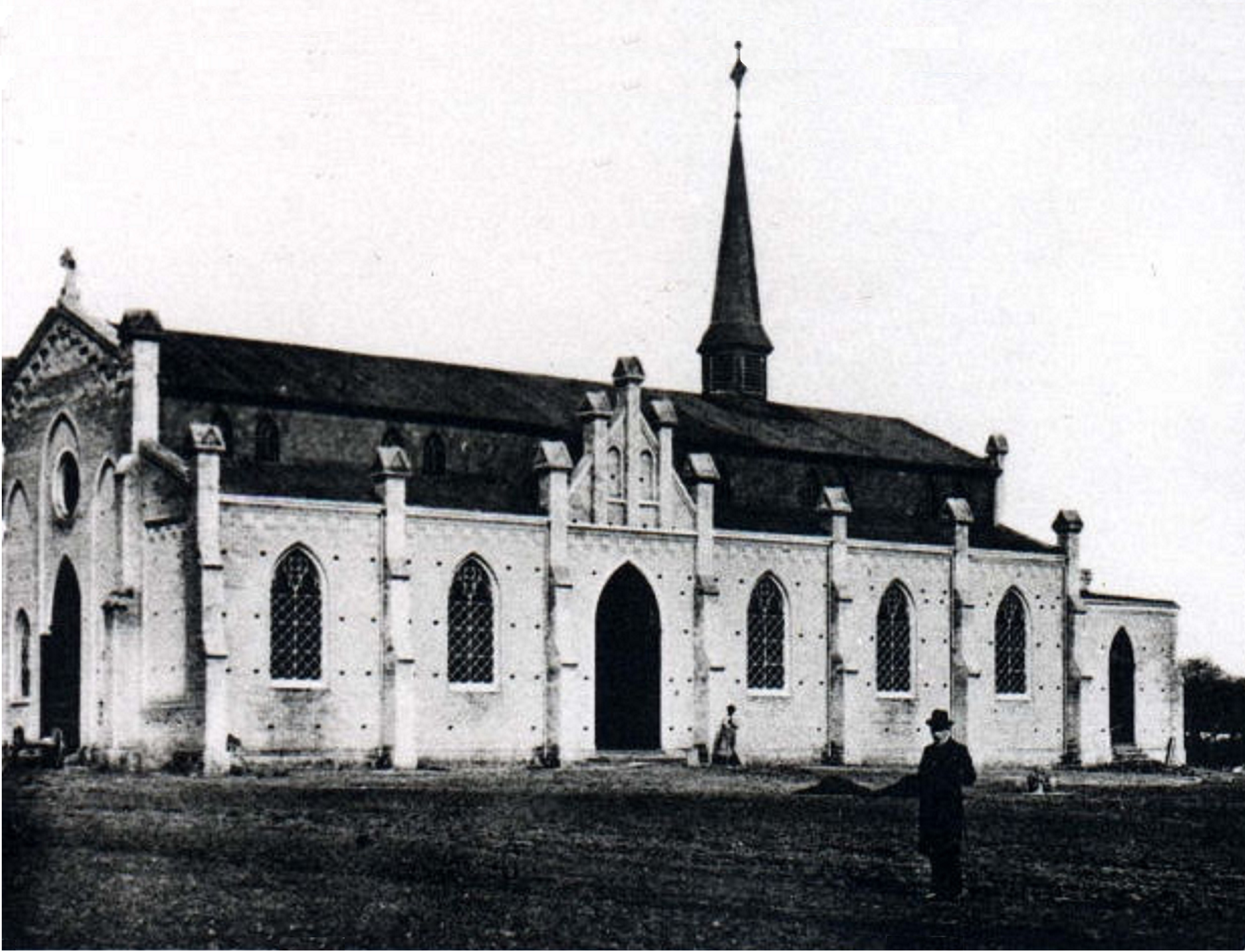
St. Marien mit dem ursprünglichen Dachreiter und den seitlichen Portalgiebeln im Jahr 1912

Zu Beginn des 20. Jahrhunderts besuchten die etwa 500 Katholiken, die in dem Gebiet um den Hervester Bahnhof wohnten, die 5 km entfernte St.-Paulus-Kirche in Hervest, da jeder Weg zur Kirche in Dorsten mit einem Brückengeld von 6 Pfennigen pro Person verbunden war. Auf Initiative und unter Leitung des Fabrikanten Heinrich Schürholz wurde am 26. Oktober 1904 ein Kirchbauverein gegründet. Der Verein trieb den Bau der Marienkirche voran, brachte Spenden auf und beschloss am 3. Februar 1909 den Bau einer Notkirche am heutigen Standort. Die Pläne für eine Kirche im barocken oder romanischen Stil wurden aus Kostengründen verworfen. Die Grundsteinlegung erfolgte am 17. Juni 1909, das Richtfest am 21. August 1909 und die Weihe am 16. März 1910. Pfarrer Augustin Stegemann, der von 1890 bis 1911 an St. Paulus in Hervest wirkte, führte an diesem Tag das erste Hochamt durch. Das benachbarte Pastorat (Priesterwohnung) wurde im Jahr 1911 fertiggestellt.
Seit dem 23. April 1916 war St. Marien Rektoratsgemeinde von St. Paulus. Im Zuge der Gründung von St. Josef im Jahr 1920 wurden die Grenzen von St. Marien und St. Paulus neu festgelegt. Der ursprüngliche schlanke Dachreiter im Osten wurde im Jahr 1931 durch einen westlichen Glockenturm ersetzt und die gesamte Dachkonstruktion 1947 erneuert. Nach der Zerstörung des Dachs und der Kirchenfenster am 9. März 1945 ersetzte der Kölner Architekt Otto Bongartz das provisorische Pappdach durch ein Satteldach mit Ziegeln, das auf zehn Säulen ruhte. Da es an Baumaterial fehlte, stiftete der im Marienviertel ansässige Tiefbauunternehmer Bolmerg überzählige Schachtrohre, die fortan als Säulen dienten. Der Chor erhielt 1948 ein Rabitzgewölbe und das Schiff eine größere Orgelempore. 1950 folgte die Errichtung des Jugendheimes zum großen Teil in Eigenleistung. Am 1. April 1952 wurde St. Marien zur selbstständigen Pfarrei erhoben. Die Konsekration folgte am 27. Mai 1953 durch Weihbischof Heinrich Roleff. An der Nordseite wurde 1958 eine Sakristei angebaut.

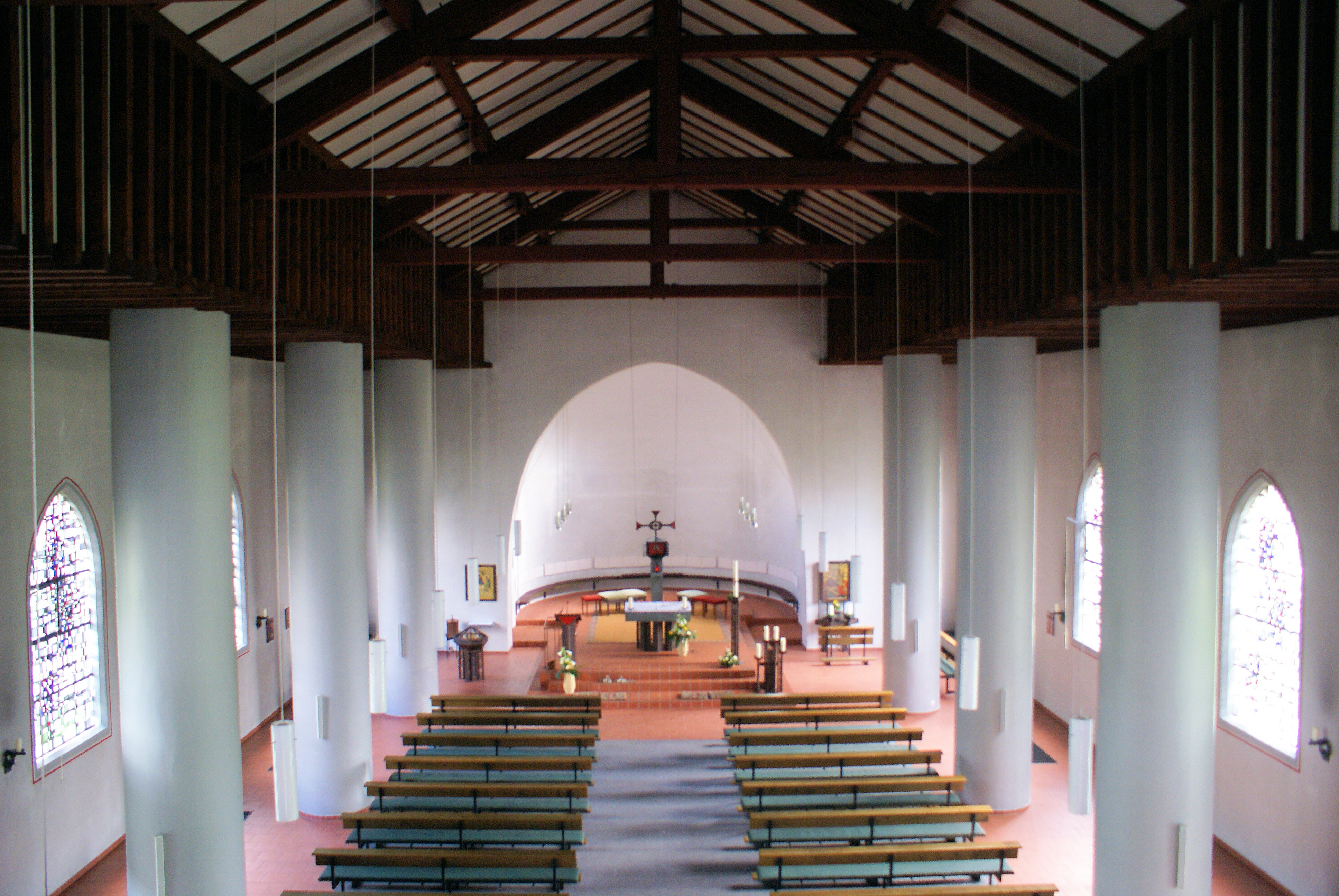
Umgestalteter Altarraum

Die Reformen des Zweiten Vatikanischen Konzils zogen 1965 eine eingreifende Umgestaltung des Altarraumes nach sich. Der Architekt Manfred Ludes leitete 1969/1970 den Umbau der Kirche, dessen Gesamtkosten sich auf 225.000 DM beliefen. Der Chorraum wurde neu gestaltet. Der Bildhauer und Goldschmied Hermann Kunkler schuf einen neuen Altar samt Tabernakel, Kreuz und Kerzenleuchter. Die Kirchenbänke wurden erneuert und in das Schiff eine neue Decke eingezogen. Die Seitenportale an den beiden Langseiten wurden eingreifend umgebaut und erhielten neue Vorbauten, während das Westportal in ein Fenster umgestaltet wurde. Der ursprüngliche freie Mittelgang vom Westportal bis zum Altar wurde bestuhlt. Im Jahr 1984 folgten die Sanierung des Glockenturms, die Neueindeckung des Kirchendachs, die Ausbesserung des Mauerwerks und ein neuer Innenanstrich, 1985/1986 die Renovierung und Erweiterung des Pfarrheims, in den Jahren 2002–2005 eine grundlegende Innen- und Außensanierung der Kirche. Im Sommer 2016 wurden die Bankreihen in Höhe der Seitenportale entfernt und im vorderen Bereich ein Mittelgang geschaffen.
Am 11. März 2018 fusionierte die Pfarrgemeinde St. Marien mit den anderen beiden Hervester Pfarrgemeinden St. Josef und St. Paulus zur neuen Pfarre St. Paulus mit der Kirche St. Josef als Pfarrkirche.

## Architektur

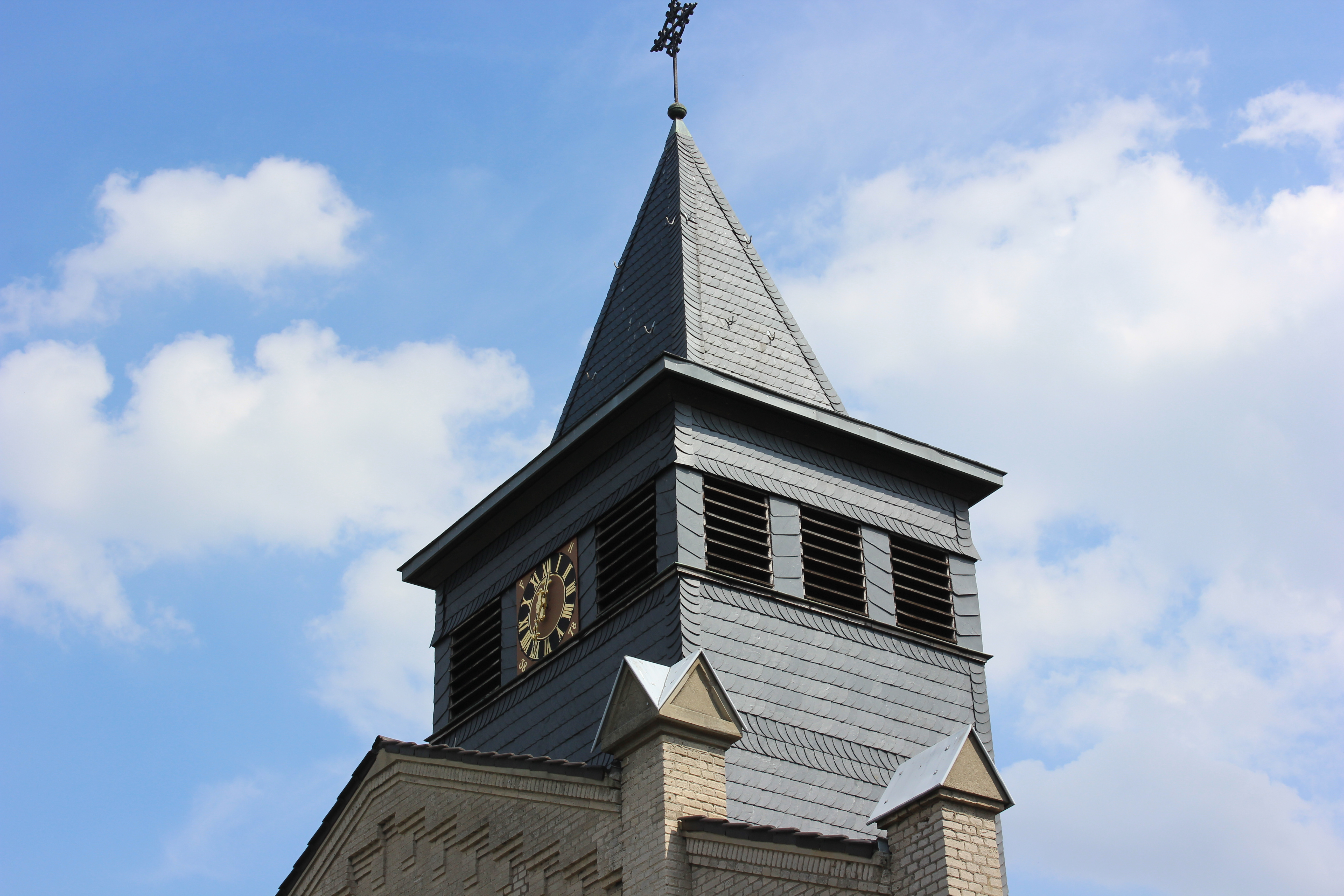
Dachreiter

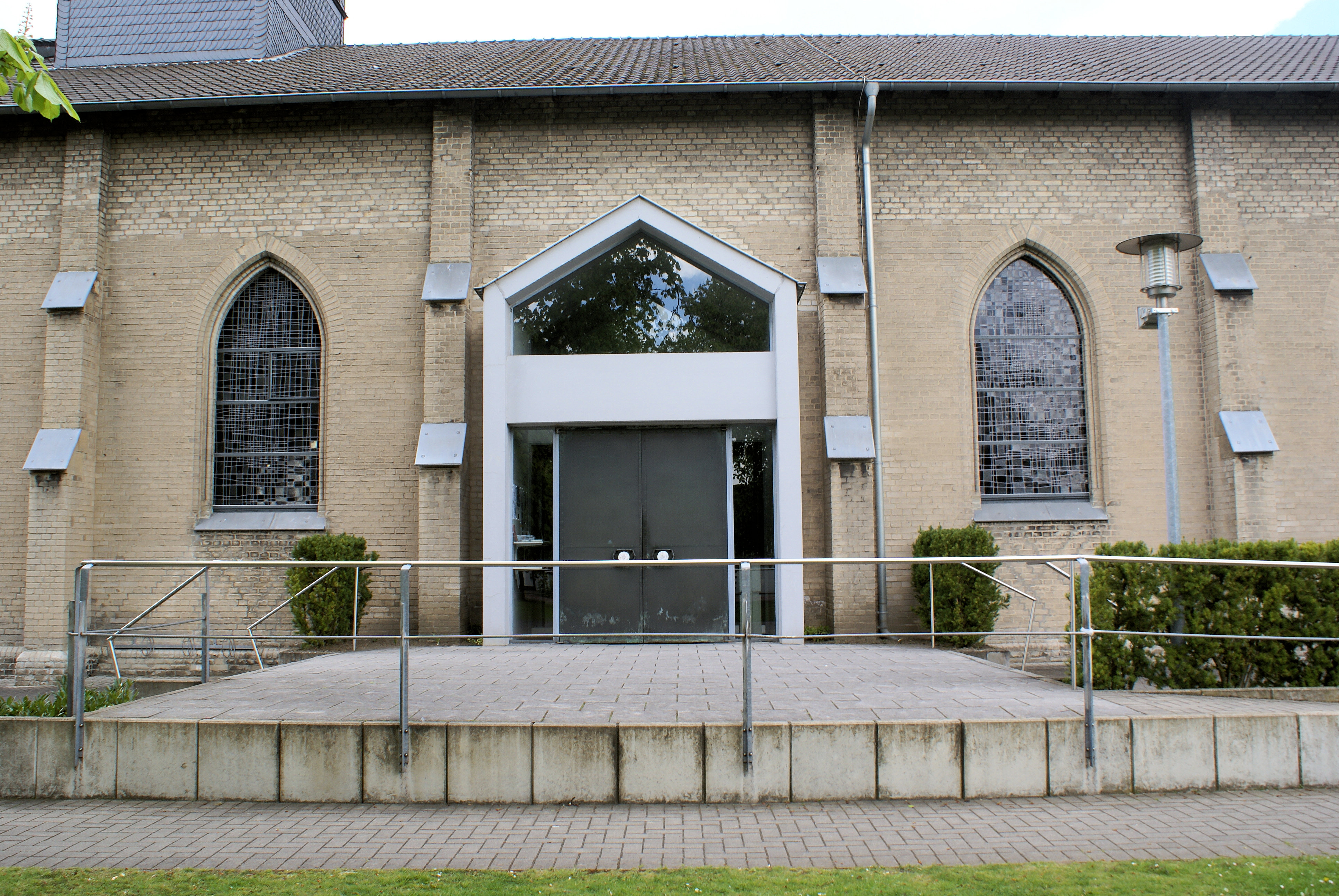
Südportal von 1970

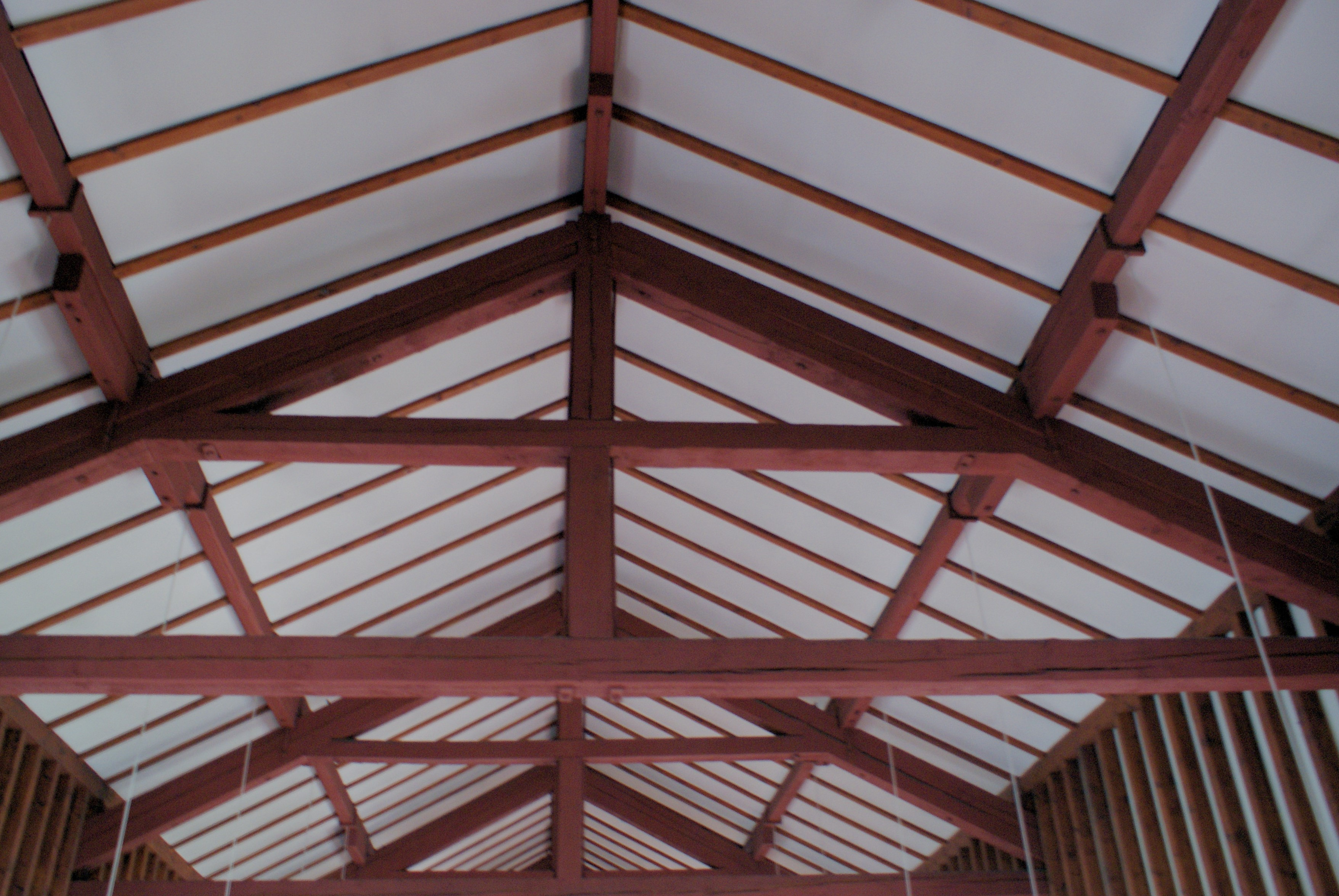
Offener Dachstuhl

Die geostete Kirche im Nordwesten von Hervest ist aus Ziegelsteinen in einem hellen Ocker-Ton errichtet. Die Saalkirche wird von einem flachen Satteldach mit dunkelblauen Dachschindeln bedeckt, dem im Westen ein Dachreiter aufgesetzt ist. Ursprünglich ähnelte der Kirchenbau einer Basilika, die einen Obergaden mit kleinen Spitzbogenfenstern hatte, während sich über jedem Strebepfeiler der Langseiten Türme erhoben. Die Seitenportale waren 1911 oberhalb der Traufe mit repräsentativen Dreiecksgiebeln überbaut, die staffelartig durch fünf Türmchen gegliedert wurden.
Heute wird die Kirche an den Langseiten durch das moderne Nord- und Südportal erschlossen. Die Vorbauten der Seitenportale aus Beton dienen als Windfang. Über zwei zweiflügeligen Eingangstüren ist im Giebeldreieck ein Oberlicht eingelassen, das in Höhe der alten Fenster endet. Schmale Fensterstreifen flankieren die Bronzetüren. Das Langhaus wird durch je fünf spitzbogige Bleiglasfenster belichtet, die von der Innenarchitektin Margarete Franke 1948 entworfen wurden. Auf fünf Fenstern werden Anrufungen aus der Lauretanischen Litanei dargestellt. Die Außenwände werden durch zweifach abgetreppte Strebepfeiler gegliedert, die in Lisenen übergehen. Dem Ostgiebel ist ein schlichtes steinernes Kreuz aufgesetzt. Die Westfassade ist durch vier abgetreppte Strebepfeiler, die in kleinen Türmchen enden, durch Spitzbogenblenden und durch einen Fries im Giebeldreieck architektonisch hervorgehoben. In die mittlere Nische ist ein Rundfenster eingelassen.
Der Westseite ist ein Dachreiter auf quadratischem Grundriss aufgesetzt, dessen Schaft vollständig verschindelt ist. An der Westseite wurden 1978 und an der Ostseite 1980 die vergoldeten Zifferblätter der Turmuhr angebracht, die jeweils von einem kleinen hochrechteckigen Schallloch flankiert werden, während im Norden und Süden je drei Schalllöcher eingelassen sind. Die Initialen FH und die Jahreszahlen [19]38 und [19]78 am westlichen Ziffernblatt erinnern an Pfarrer Franz Huesmann und sein 40-jähriges Priesterjubiläum, die Initialen JF und die Jahreszahl 1980 an Pfarrer Josef Frindt und sein silbernes Priesterjubiläum. Der Dachreiter wird von einem vierseitigen Spitzhelm abgeschlossen, der von einem kleinen Turmknauf, einem verzierten Kreuz und einem vergoldeten Wetterhahn bekrönt wird.
Der polygonale, eingezogene und niedrigere Chor ist als Fünfachtelschluss gestaltet. Die drei spitzbogigen Ostfenster sind heute vermauert. Stattdessen versorgen je drei kleine hochsitzende Rundbogenfenster im Norden und Süden den Chor mit Licht. Die Ecken zwischen der Ostwand des Kirchenschiffs und dem Chor werden an jeder Seite durch niedrige Annexbauten gefüllt. Der südliche Bau hat im Osten ein Spitzbogenfenster und im Süden ein Portal unter einem Spitzbogenfeld, der nördliche hat ein viereckiges Ostfenster und findet nach Norden seine Fortsetzung in dem Sakristeianbau von 1958, der dieselbe Länge aufweist.

## Ausstattung

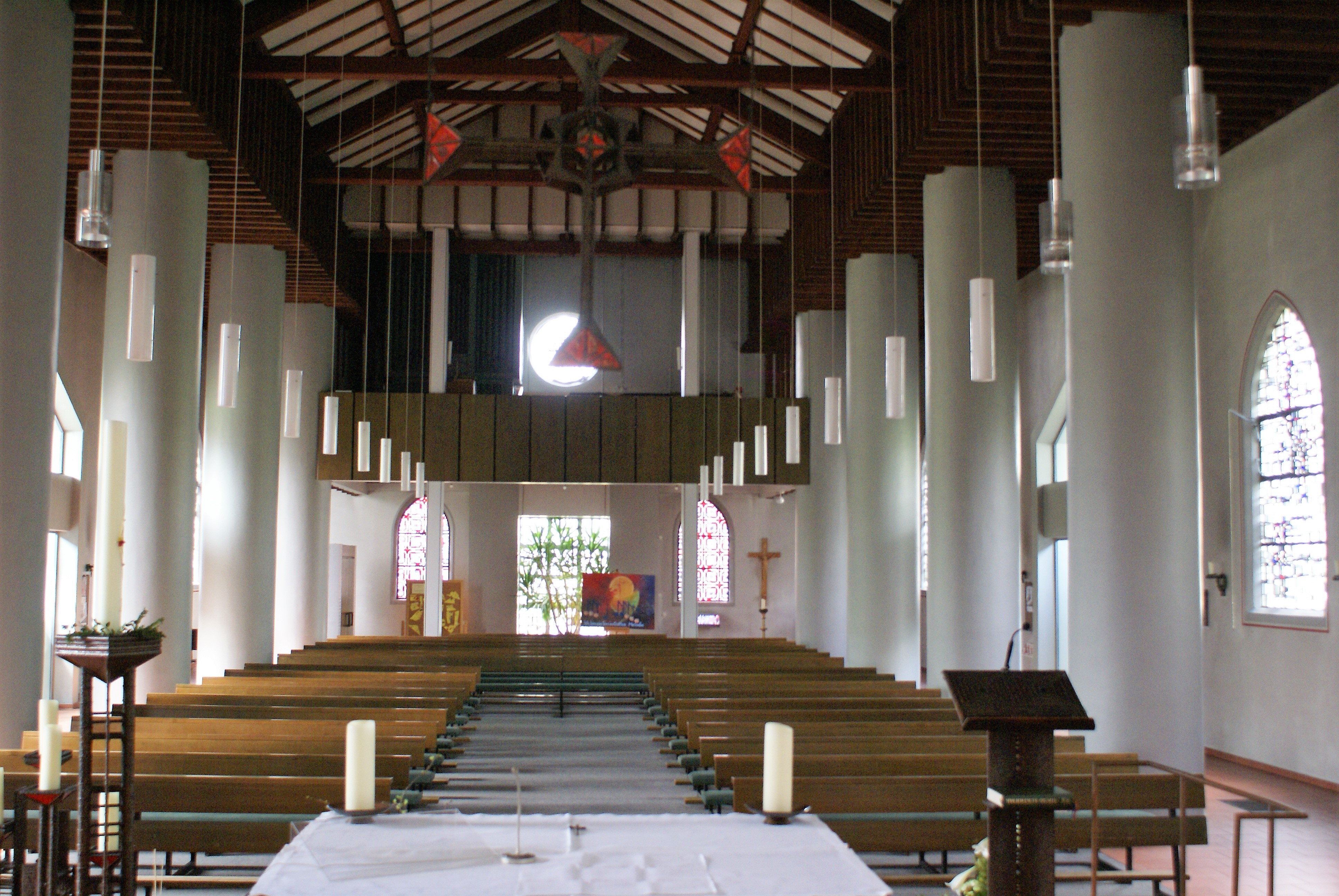
Blick in Richtung Westen zur Orgelempore

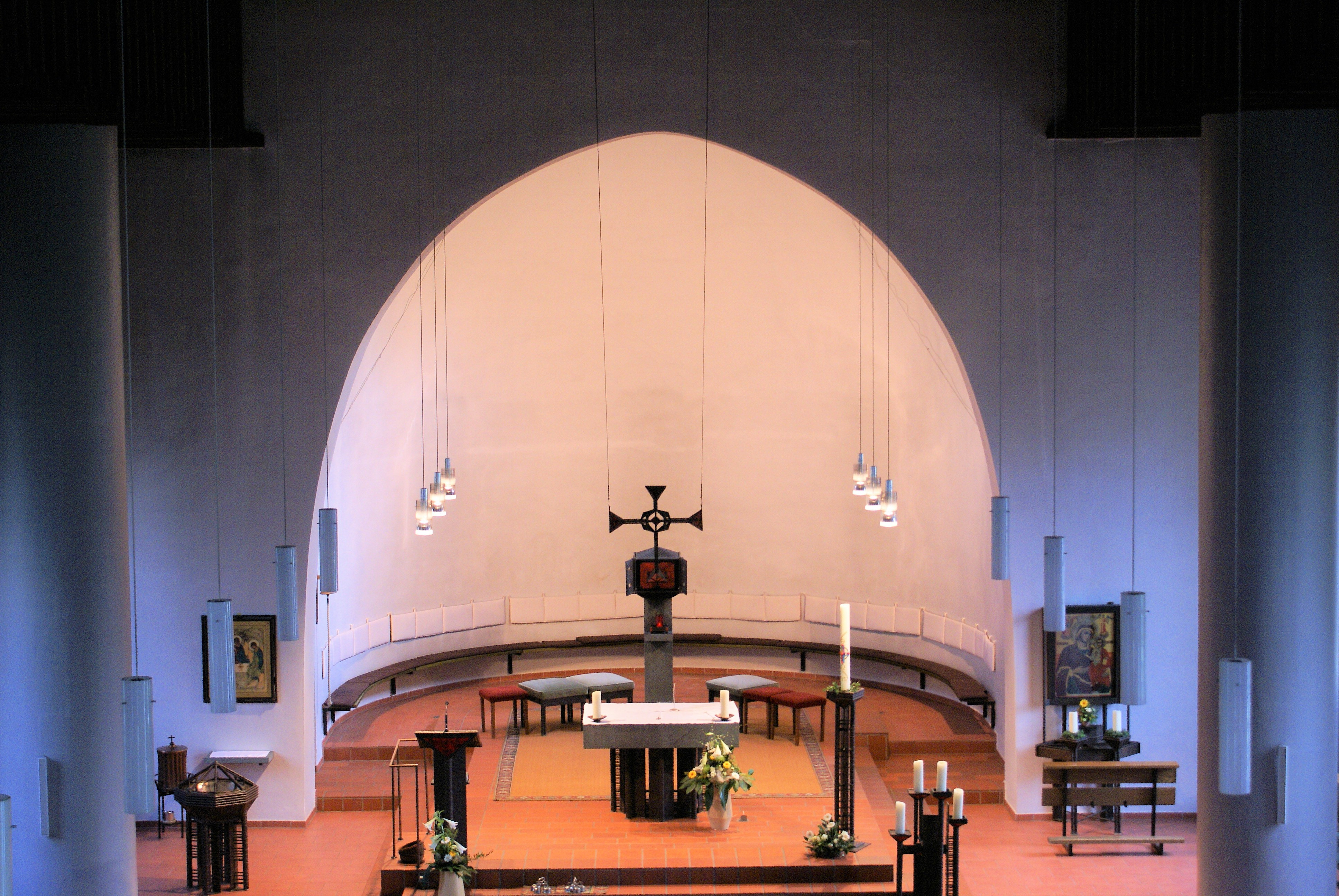
Blick auf den Altarraum

Der Innenraum des Schiffs wird durch zwei Säulenreihen mit je fünf mächtigen weißen Säulen beherrscht, die den Eindruck von schmalen Seitenschiffen vermitteln. Ein Überbau stützt die Holzkonstruktion des offenen Dachstuhls, deren rotbraune Sparren mit einzelnen Kehlbalken sich ebenso wie die roten Bodenfliesen von den weiß verputzten Innenwänden abheben. Die Bleiglasfenster von Margarete Franke an den Langseiten werden durch je drei Quersprossen gegliedert. Das Antikglas setzt sich aus verschiedenförmigen kleinen Vierecken mit unterschiedlichen Grautönen zusammen, die durch vereinzelte rote und blaue Vierecke farblich aufgelockert werden. Im Norden der Westwand gestaltete Franke 1947 ein Spitzbogenfenster mit rot-grauen Kreuz-Ornamenten.
Ein großer Rundbogen öffnet den Chor zum Schiff. Der Altarbereich ist gegenüber dem Schiff um drei Stufen erhöht. Altar, Ambo, Tabernakel, Kerzenleuchter und Kreuz wurden 1969/1970 von Hermann Kunkler ausgeführt. Der Altar wird von einer dicken grauen Mensaplatte bedeckt. Vor dem Chorbogen ist ein metallenes Kreuz aufgehängt. Die Ikone „Maria, Königin der Engel“ auf der rechten Seite des Bogens wurde 1982 gestiftet. Sie erhielt zusammen mit der Dreifaltigkeitsikone auf der linken Seite 1989 eine von Kunkler gestaltete Bronzerahmung. Kunkler entwarf und gestaltete 1990 das Bronzekreuz und 1993 das Taufbecken. Das schlichte Kirchengestühl von 1970 ist blockförmig in der Mitte des Langschiffs aufgestellt.

## Orgel

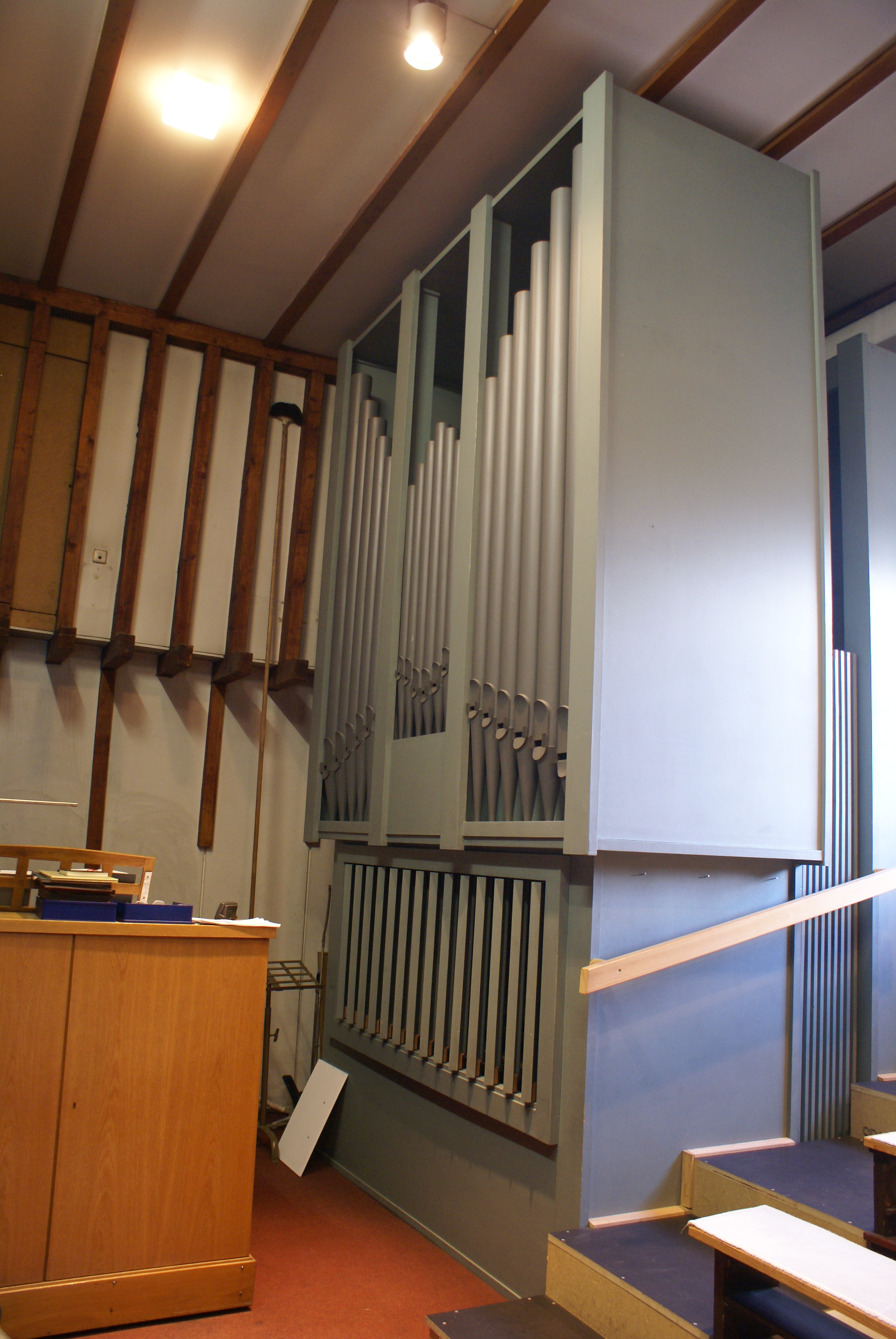
Breil-Orgel von 1977

Eine erste Orgel wurde 1914 von der ortsansässigen Orgelbaufirma Breil gefertigt. Sie verfügte über 20 Register, die auf zwei Manuale und Pedal verteilt waren. Im Jahr 1977 ersetzte die Erbauerfirma sie durch einen Neubau, in den vier Register der Vorgängerorgel einbezogen wurden, darunter die drei Stimmen im Pedal. Die Orgel hat zwei Manuale und Pedal, 15 Register und 746 klingende Pfeifen. Die gesamte Traktur ist elektrisch. Der Spieltisch ist fahrbar. Die Orgel steht links auf der Westempore der Kirche gegenüber dem Chorraum und weist folgende Disposition auf:
| I Hauptwerk C–g3 |              |       |
| 1.               | Prinzipal    | 8′    |
| 2.               | Rohrflöte    | 8′    |
| 3.               | Oktave       | 4′    |
| 4.               | Weidenpfeife | 4′    |
| 5.               | Nachthorn    | 2′    |
| 6.               | Mixtur IV    | 1 ⁄3′ |

| II Schwellwerk C–g3 |                  |       |
| 7.                  | Lieblich Gedackt | 8′    |
| 8.                  | Rohr Gedackt     | 4′    |
| 9.                  | Schwiegel        | 2′    |
| 10.                 | Quinte           | 1 ⁄3′ |
| 11.                 | Zimbel III       | 1⁄2′  |
| 12.                 | Holzdulzian      | 8′    |
|                     | Tremulant        |       |

| Pedal C–f1 |           |     |
| 13.        | Subbass   | 16′ |
| 14.        | Offenbass | 8′  |
| 15.        | Oktave    | 4′  |

- Koppeln: II/I, I/P, II/P
- Spielhilfen: Zweifache Setzerkombination, Tutti

## Glocken
Die ersten Bronzeglocken mussten 1917 zu Kriegszwecken abgeliefert werden. Die Firma Petit & Gebr. Edelbrock aus Gescher ersetzte sie 1938 durch ein Dreiergeläut, das 1941 ebenfalls eingeschmolzen wurde. Das Läutewerk stammte von der Dorstener Firma Diegner & Schade. Die St.-Marien-Kirche besitzt seit 1954 ein dreistimmiges mittelgroßes Geläut, das im Te-Deum-Motiv erklingt. Alle drei Glocken stammen aus derselben Glockengießerei. Sie wurden Maria, Josef und dem heiligen Liudger geweiht. Der Uhrschlag erfolgt jeweils zur halben und zur vollen Stunde. Jeden Tag um 08:00 Uhr, 12:00 Uhr, und 18:00 Uhr findet das Angelusläuten statt.
| Glocke | Ton  |
| ------ | ---- |
| 1      | gis′ |
| 2      | h′   |
| 3      | cis″ |

## Leben in der Gemeinde
Neben den regelmäßig stattfindenden Gottesdiensten wird in einer Messfeier am ersten Freitag im Monat (Herz-Jesu-Freitag) zusätzlich der sakramentale Segen gespendet.
Das Seelsorgeteam setzt sich aus dem Leiter der Pfarrgemeinde, zwei Pastoren, einem Pastoralreferenten und seit 2016 einem Pastoralassistenten zusammen. Das gesamte Team ist auch für die Gemeinden St. Josef und St. Paulus in Hervest zuständig.
St. Marien verfügt über eine hervorragende Akustik und wird als Kulturkirche regelmäßig für Chor- und Orchesterkonzerte genutzt, die vom Kulturkreis St. Marien organisiert werden.